# Hesperis laciniata
Hesperis laciniata é uma espécie de planta com flor pertencente à família Brassicaceae. 
A autoridade científica da espécie é All., tendo sido publicada em Fl. Pedem. i. 271. t. 82. f. 1. 1785.

## Portugal
Trata-se de uma espécie presente no território português, nomeadamente em Portugal Continental.
Em termos de naturalidade é nativa da região atrás indicada.

## Protecção
Não se encontra protegida por legislação portuguesa ou da Comunidade Europeia.